# Huracà Igor
L'huracà Igor fou un cicló de la temporada d'huracans de l'Atlàntic de 2010 que va assolir la categoria 4 en l'escala d'huracans de Saffir-Simpson i, per la magnitud dels danys que va provocar, té un nom que no es repetirà segons les convencions de la Llista de noms dels ciclons tropicals.

## Història meteorològica
A principis de setembre de 2010 es va identificar a l'Àfrica una ona tropical que s'endinsava a l'Atlàntic amb risc de convertir-se en una forta tempesta. El Centre Nacional d'Huracans la va batejar com a Igor el dia 8Pasch, Richard. «Tropical Storm Igor». National Hurricane Center. [Consulta: 22 agost 2015]., però des d'aquell moment es va afeblir a causa del cisallament del vent. Quan aquest va cessar, la tempesta es va convertir en un huracà (dia 12 de setembre), que s'anava enfortint ràpidament.
El seu centre feia 27 km i els vents van arribar a assolir els 250 km/h mentre es movia fent girs, formant una espècie de gran C per l'oceà Atlàntic. Malgrat els canvis en la temperatura de l'aigua del mar, Igor va mantenir la seva força en apropar-se a Terranova, on arribà el dia 21 de setembre, causant una enorme destrucció. Posteriorment es va afeblir mentre es desplaçava a Groenlàndia fins que va ser absorbit per un cicló extratropical.

## Conseqüències
La mar de fons va provocar que dues persones morissin ofegades al Carib mentre Igor s'aproximava a terres americanes. A Haití, que encara estava afectat pel terratrèmol del gener, centenars de persones van haver de deixar els seus campaments de refugiats per la intensitat del vent i les pluges. En altres illes del Carib els serveis de prevenció van impedir que causés víctimes mortals i es van minimitzar els danys, concentrats sobretot en línies elèctriques i arbres caiguts.
Una persona va morir als Estats Units per haver sortit a practicar surf tot i els avisos de les autoritats. Els pitjors efectes, però, tingueren lloc al Canadà, on el servei meteorològic va subestimar la força de l'huracà. Les pluges torrencials i les onades de més de 25 metres arrasaren diverses poblacions costaneres, destruint-hi cases i carreteres. Els rius es van desbordar, causant inundacions i obligant a evacuar els residents de les zones adjacents. Més de 50.000 persones es van quedar sense corrent elèctric i 150 pobles van quedar aïllats diversos dies fins que els serveis d'emergències van poder normalitzar la situació, amb ajuda de l'exèrcit. El govern canadenc va demanar la retirada del nom Igor pels danys patits pel país, la segona vegada que demanava una cosa així des del pas de l'huracà Juan el 2003.